# Trigonocaryum involucratum
Trigonocaryum involucratum är en strävbladig växtart som först beskrevs av John Stevenson, och fick sitt nu gällande namn av Medtyedev. Trigonocaryum involucratum ingår i släktet Trigonocaryum och familjen strävbladiga växter. Inga underarter finns listade i Catalogue of Life.